# Corbetti
Corbetti je italský název 15 km široké kaldery v Etiopii na severozápadním okraji starší, 30×40 km kaldery (v současnosti jezera) Awasa. Její stáří není přesně určeno, rovněž ani doba poslední sopečné aktivity. V kaldeře se však nacházejí poměrně mladé vulkanické dómy (Urdži, Cabby) postkalderového stadia vulkanismu, jakož i lávové proudy a aktivní fumaroly.